# Arturo Salazar Valencia
Arturo Edmundo Salazar Valencia, né à Andacollo le 2 décembre 1855 et mort à Santiago le 3 avril 1943, est un scientifique, chercheur, professeur d'électrotechnique et inventeur chilien ayant exploré en autodidacte une grande variété de domaines d'intérêt et considéré comme un pionnier du développement technique de son pays.
À l'origine de la première ligne de téléphone, du premier gramophone, de la première radiographie et de la première radiocommunication du Chili, il est aussi connu pour avoir impulsé l'électrification du pays et pour avoir défendu avec le chimiste Carlos Newman Andonaegui l'ortografía rrazional, une proposition de réforme phonétique de l'orthographe espagnole alimentant les débats orthographiques qui font alors rage au Chili, ainsi que pour ses travaux novateurs sur les liens entre la santé des populations et la qualité de l'environnement.